# فيتشية
فيتشية (الاسم العلمي: Veitchia)، جنس من النباتات المُزهرة من فصيلة النخلية.
يضم الأنواع التالية، وجميعها موطنها جزر المحيط الهادئ (فيجي، فانواتو، تونغا، وجزر سليمان):
- Veitchia arecina Becc. - فانواتو
- Veitchia filifera (H.Wendl.) H.E.Moore - فيجي
- Veitchia joannis H.Wendl. (Joannis palm) - فيجي
- Veitchia lepidota (H.E.Moore) C.Lewis & Zona - جزر سليمان
- Veitchia metiti Becc. - فانواتو
- Veitchia pachyclada (Burret) C.Lewis & Zona - جزر سليمان
- Veitchia simulans H.E.Moore - فيجي
- Veitchia spiralis H.Wendl. - فانواتو
- Veitchia subdisticha (H.E.Moore) C.Lewis & Zona - جزر سليمان
- Veitchia vitiensis (H.Wendl.) H.E.Moore -فيجي
- Veitchia winin H.E.Moore - فانواتو

من عام 1957إلى عام 2008، دُمِج جنس أدونيدية مع جنس فيتشية حتى استُعيد إلى وضعه الأصلي بوصفه جنس منفصل. ومن هنا جاء اسم فيتشية ميريلي.

## التأثيل
سُمي جنس "فيتشية" تكريمًا لجيمس فيتش (1792-1863)، صاحب مشتل بريطاني مشهور. أسست عائلة فيتش مشتلًا ذا تأثير كبير في إنجلترا، حيث أدخلت العديد من النباتات الجديدة إلى الزراعة. وقد سُمي الجنس بهذا الاسم تقديرًا لمساهماتهم الكبيرة في البستنة.